# Didymelaceae
Famille
Classification APG II (2003)
Classification APG III (2009)
La petite famille des Didymélacées regroupe des plantes comprenant 2 espèces appartenant au genre Didymeles.
Ce sont des arbres, à feuilles persistantes, parcheminées, des régions tropicales, endémiques de Madagascar.

## Étymologie
Le nom vient du genre Didymeles (en), qui vient du grec διδυμος / didymos, « double ; jumeau », et  μελος / melos, membre, en référence aux fruits qui sont deux à deux .

## Classification
La classification phylogénétique situe la divergence de cette famille à la base des Dicotylédones vraies (anglais Eudicots). Elle est près de la famille des Buxaceae, ou (en classification APG II) optionnellement incluse dans cette famille. Le Angiosperm Phylogeny Website situe les deux familles dans l'ordre Buxales.
En classification phylogénétique APG III (2009) cette famille est invalide et ses espèces sont incorporées dans la famille Buxaceae.